# Музика ЛГБТ
Му́зика ЛГБТ або музика лесбійок, геїв, бісексуалів і трансгендерних людей (ЛГБТ+) — це музика, яка зосереджується на досвіді гендерних і сексуальних меншин як продукт широкого визвольного руху геїв і лесбійок. ЛГБТ-музика охоплює весь спектр популярної музики.  Зміст та мотиви пісень зазвичай виражають розчарування, тривогу та надію, пов’язану з сексуальними меншинами та гендерною ідентичністю, пропонуючи спільноті платформу для самовираження, "музика через яку можна сформувати, оскаржити та переглянути сексуальну ідентичність». Основна музика почала відображати визнання ЛГБТ+ та квір-музикування. Деякі квір-ікони відкрито ідентифікують квірів і роблять вражаючі зміни у світі для ЛГБТ-спільноти. Тексти пісень значною мірою є про: свободу, кохання, визнання, толерантність, камінг-аут і не тільки.

## Походження терміна
Термін «ЛГБТ-музика» виник у 1970-х роках, коли танцювальні клуби та музичні бари США наповнювала ЛГБТ-спільнота, тим самим просуваючи свою музику в маси..

## Історія
У 1890-х роках Новий Орлеан почав випробовувати іншу політику щодо проституції, що призвело до публічних будинків і гей-музикантів, таких як Тоні Джексон або Бессі Сміт. Джаз народився з багатьох ЛГБТ виконавців. Коли він процвітав, виконавці блюзу, як Люсіль Боган і Ма Рейні, почали співати про своє сексуальне життя з іншими жінками. Незабаром після розквіту джазу почали формуватися бродвейські шоу та музична аудиторія. 
Незважаючи на прогрес у толерантності та прийнятті ЛГБТ, музиканти все ще залишаються маргіналізованими у популярній музиці. Американський композитор Леонард Бернстайн мав багато гомосексуальних стосунків, часто з іншими музикантами та композиторами, незважаючи на те, що перебував у гетеросексуальному шлюбі. Багато художників, як Бернстайн, Стівен Сондхайм, Джером Роббінс, Дімітріс Мітропулос, приховували свою сексуальну ідентичність від громадськості. Американський піаніст Liberace був знаменитим закритим геєм (в шафі) і рішуче заперечував звинувачення в гомосексуальності аж до своєї смерті в 1987 році, подавши до суду на оглядача Daily Mirror за натяк на його сексуальну орієнтацію. 
Хоча зараз індустрія розваг більш відкрито обговорює роль гендерної ідентичності як у пресі, так і в музиці, багато хто в бізнесі все ще стримано виступає за прийняття ЛГБТК+. У США Бродвей продовжує надавати платформу для гендерних і сексуальних меншин, кульмінацією чого є створення хвалених мюзиклів, таких як "Kinky Boots", "Hair" і "The Colour Purple".

## ЛГБТ+ у музиці

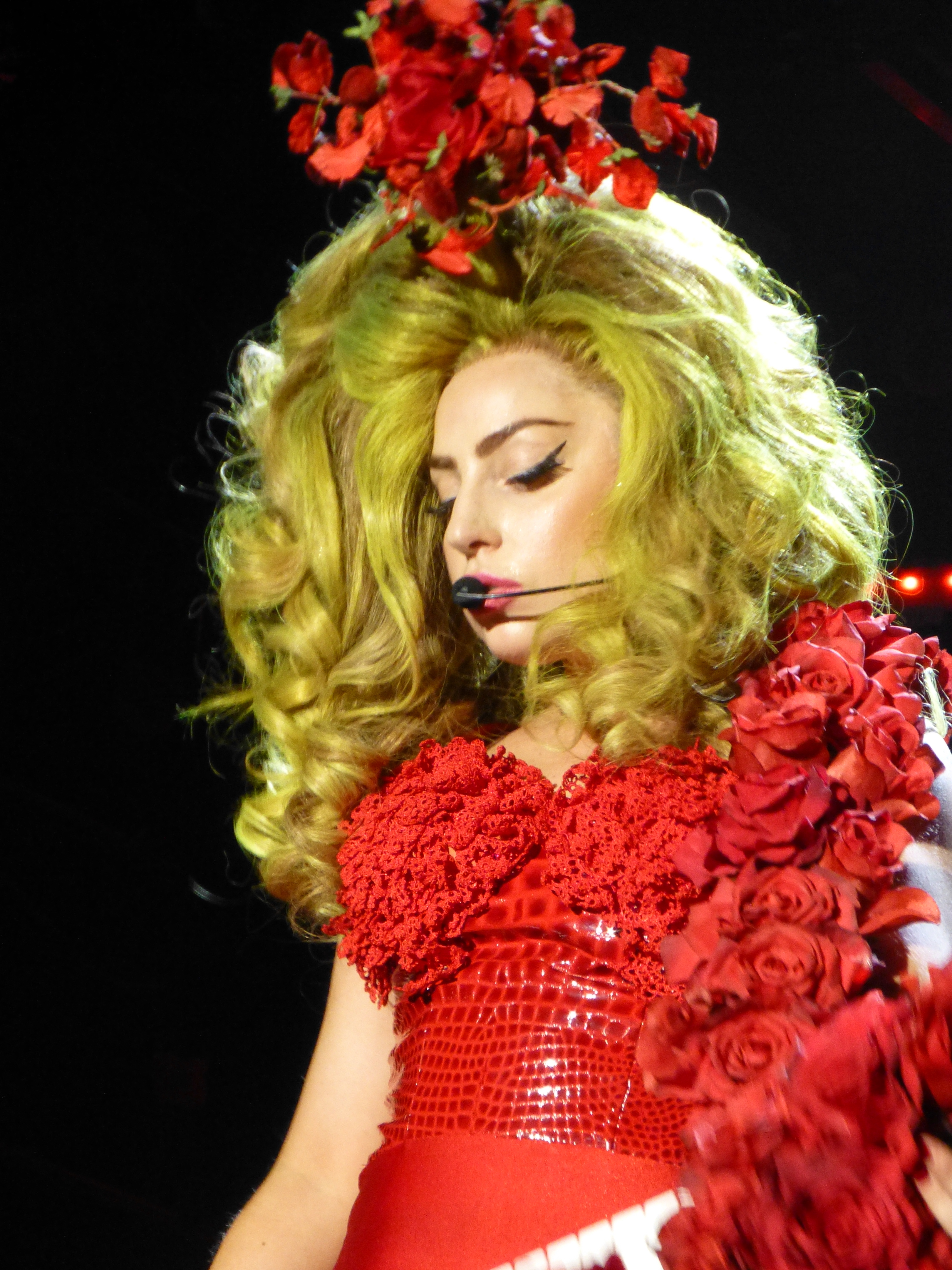
Леді Гага є квір-іконою у ЛГБТ+-спільноті

Серед музикантів чимало осіб, а також колективів, що зараховують себе до ЛГБТ-спільнот. Серед цих музикантів, що стали відомими в 1970-ті роки — Елтон Джон, Фредді Мерк'юрі, Village People, Том Робінсон, Indigo Girls, k.d. lang, Dead or Alive, Queen, Девід Бові, Літл Річард, і Марк Алмонд. 
У 80-х роках, чисельність відкритих ЛГБТ-артистів збільшилася, з такими артистами, як: Culture Club, Джордж Майкл, Frankie Goes to Hollywood, Pet Shop Boys, і Erasure, а також митців, які відкрито підтримували ЛГБТ+: Шер, Сінді Лопер, Мадонна, Кайлі Міноуг, Донна Саммер і Ґлорія Гейнор і багато інших. 
У 90-х спостерігався початок законодавчого закріплення здобутків ЛГБТ-руху і загалом прав ЛГБТ+, що дало новий поштовх для просування у музиці. Такі групи, як: Placebo, Alcazar, Right Said Fred, та інші, долучилися до лав союзників спільноти і ЛГБТ-музикантів. 
В 2000-х роках відбулося розгалуження ЛГБТ-музики у інші напрямки [джерело?], і нові артисти, такі як: Крістіна Агілера, Уілл Янг, The Scissor Sisters, Gossip, Джефрі Стар, Lady Gaga, Міка, Адам Ламберт, Kent James і Dawnstar дали чіткі послання руху за права ЛГБТ та підтримали зростаючий напрямок у ЛГБТ-музиці, великій за чисельністю і багатий за змістом. Значний суспільний резонанс мала перемога трансперсони Кончіти Вурст на пісенному конкурсі «Євробачення 2014».
Багато відкритих-ЛГБТ+ музикантів стали дуже успішними, такі як: Елтон Джон, який має найбільш продаваний сингл в Billboard у 1990-х роках («Candle in the Wind 1997»), і сингл «Anything is Possible»/«Evergreen» Уілла Янга, який був найкраще продаваним синглом десятиліття в 2000-х роках.

### ЛГБТ-музика в Україні
Більшість українських ЛГБТ-музикантів приховує свою орієнтацію і не бере участі у ЛГБТ-фестивалях, хоча є винятки. Деякі музиканти не є ЛГБТ, але можуть мати відповідний імідж або підтримувати своєю творчістю ЛГБТ+. Їх пісні не обов'язково мають підкреслені теми, зрозумілі лише для ЛГБТ, оскільки більшість виконавців співають для широкої аудиторії і частіше за все, прямо не посилаються у своїх піснях на одностатеве кохання, чи проблеми, життя і радості ЛГБТ-спільноти, охоплюючі широкі та загальні теми у своїй творчості. Підкреслена ЛГБТ-творчість зазвичай не є широкодоступною для суспільства, а виступи таких виконавців відбуваються у закритих клубах чи інших подібних закладах для відповідної аудиторії.
Одними з найперших представників української ЛГБТ-музичної сцени ще з початку 1990-х років стали: Костянтин Гнатенко (перший в Україні гей, що зробив камінг-аут), Артур Кульпович, EL Кравчук, Левко Дурко та травесті-Діва Монро(перша і єдина в Україні, хто відкрито заявив про себе, як трансгендерна представниця шоу-бізнесу). Також, відомим є екс-травесті оперний співак Артем Семьонов, більш відомий як травесті-Діва Урсула, який брав участь у проекті «Україна має талант». Наступним прикладом є Борис Апрєль, що був учасником музичного проекту «Фабрика зірок». Також відомим у образі андрогіна став співак і виконавець власних пісень Антон Агафонов, учасник «Україна має талант 4», який зараз є травесті-Дівою Малікою та музикант і ведучий Філіп Лєвшин. Відомим є також фрік-стиліст і співак Сергій Пастух. Останньою подією пов'язаною із ЛГБТ-музикою в Україні, став виступ Микити Волкова із Одеси на шоу Х-фактор, разом із декількома травесті-дівами.
В Україні є також і музиканти, які відкрито підтримують ЛГБТ, такі як: Ірена Карпа, Камалія, Kazaky, Влад Дарвін та інші.
У 2020 році українські артисти, серед яких Сергій Бабкін, YUKO, Constantine, KRUTЬ, Gurt [O], Latexfauna, заспівали пісню – маніфест толерантності на підтримку ЛГБТ+.